# دریاچه هولون
دریاچه هولون (مغولی: hölön nuur) (به معنی دریاچه اقیانوس) یک دریاچه بزرگ در منطقه مغولستان داخلی در شمال چین است.
دریاچه هولون یکی از پنج دریاچه بزرگ آب شیرین در کل چین است و تقریباً ۲٬۳۳۹ کیلومتر مربع مساحت دارد.
این دریاچه با مانژولی که در کنار خط آهن اصلی مسافری قرار گرفته فاصله زیادی ندارد. اگرچه چندین دهکده در این نزدیکی وجود دارد، مانژولی نزدیکترین شهر نسبتاً بزرگ به دریاچه است.
در سال ۱۹۹۵ تولید سالانه آبزیان این دریاچه حدود ۷۰۰۰ تن ماهی، ۱۰۰ تن میگو، ۴ کیلوگرم مروارید، ۱٫۵ میلیون خرچنگ بود. دریاچه هالون همچنین یکی از مناطق مهم تولید نیشکر در چین است. ساحل این دریاچه یک مقصد گردشگری در طول تابستان است. در فصل‌های دیگر بازدیدکنندگان کمی دارد. دریاچه هالون و تالاب‌های آن از ذخیره‌گاه‌های طبیعی در چین است.